# Сорбона
Сорбоната (на френски: Sorbonne) е сграда в Латинския квартал в Париж.
Носи името на Робер дьо Сорбон – френски теолог, личен свещеник и изповедник на Луи IX и основател на Сорбонския колеж. В Сорбонския колеж, част от Парижкия университет, по волята на нейния основател, се е изучавала теологията.
Названието Сорбона е пренесено по метонимия и за целия Парижки университет, който се е наричал така при Стария ред (18 век), както и от 1896 до 1971 г. Отделно названието е използвано и за хуманитарните факултети и Факултета по природни науки на Парижкия университет.
Бароковата фасада е на параклиса „Света Урсула“, завършен през 1642 г. Със Закона за разделяне на църквата и държавата от 1905 г. той губи религиозното си предназначение и днес се използва за изложби и приеми.
В сградата имат учебни бази университетите:
- Париж I Пантеон-Сорбон,
- Париж III Нова Сорбона,
- Париж IV Пари-Сорбон и
- Париж V Пари-Декарт.

Там се разполагат също Практическото училище за висши изследвания (École pratique des hautes études) и Национално училището по хартите (École nationale des chartes).
Библиотеката на Сорбоната е междууниверситетска, обслужвайки университетите Париж I, III, IV, V, VII. Създадена е през 1770 г. под името Библиотека на Парижкия университет.
Днес Сорбоната е също седалище на Ректората на Парижката академия (Académie de Paris) – структура, обединяваща парижките университети, и на Канцеларията на парижките университети (Chancellerie des universités de Paris) – служба на Министерството на висшето образование.